# Turkanapithecus
Turkanapithecus es un género extinto de primate catarrino perteneciente a la familia Proconsulidae que existió durante el Mioceno entre hace 17,7 y 16,6 millones de años. La única especie del género, T. kalakolensis, fue descrita a partir de fragmentos maxilares hallados en Kenia. Era un catarrino de mediano tamaño, con un peso promedio estimado de 10 kg. Probablemente se trataba de un cuadrúpedo arbóreo similar en su locomoción a proconsul, pero seguramente con mejores aptitudes como trepador.